# Свети Архангел Михаил (Макриамос)
Вижте пояснителната страница за други значения на Свети Архангел Михаил.
„Свети Архангел Михаил“ (на гръцки: Αρχαγγέλου Μιχαήλ) е възрожденска православна църква край град Тасос (Лименас) на остров Тасос, Егейска Македония, Гърция, част от Филипийската, Неаполска и Тасоска епархия на Вселенската патриаршия.
Църквата е построена на склон с голям наклон извън застроената зона на курорта Макриамос, югоизточно от град Тасос.
Вероятно е изцяло ремонтиран византийски храм. В храма няма надпис, но църквата има общи характеристики със „Свети Безсребреници“ в Калирахи (1830) и вероятно е от 1830 – 1839 година.
В архитектурно отношение храмът е еднокорабен с дървен покрив и трем на запад. Външните му размери са 9,10 m на 4,16 m, площта 37,86 m2 и дебелина на стената 0,65 m. По цялата северна страна се простира галерия с дължина 4,86 m и ширина от 2.50 m. Входът е правоъгълен, като над трегера има ниша, в който е имало фреска на Архангел Михаил. Храмът се осветява от централен южен прозорец с размери 0,38 m. На южната стена има украса от цветни керемиди. Под прозореца има украса от кръстове и флорални мотиви, а вляво и вдясно изписани колони.
Иконостасът е по-нов, иззидан. Светилището е с ширина от 1,74 m. Полукръглата апсида е висока 0,90 m, а вляво и вдясно има и протезис и диаконикон. Осветлението е минимална от два вентилационни процепа. Подът навсякъде е от плочи. С плочи е покрит и покрива.